# Украинское (Мелитопольский район)
Украинское (укр. Українське) — село,
Проминевский сельский совет,
Мелитопольский район,
Запорожская область,
Украина.
Код КОАТУУ — 2323086211. Население по переписи 2001 года составляло 77 человек.

## Географическое положение
Село Украинское находится на правом берегу реки Юшанлы,
выше по течению примыкает село Отрадное,
ниже по течению на расстоянии в 2 км расположено село Привольное,
на противоположном берегу — сёла Широкий Лан и Ясное.

## История
- 19 сентября 1943 года — советские войска освободили село от немецкой оккупации[2]

## Знаменитые жители
- Семён Бабенко, Геннадий Кобецкий, Стась Паевский — пионеры, погибшие в Украинском 19 сентября 1943 года при выполнении боевого задания советского командования. Похоронены в братской могиле в селе Ясном.[3]